# 엘리소 비르살라제

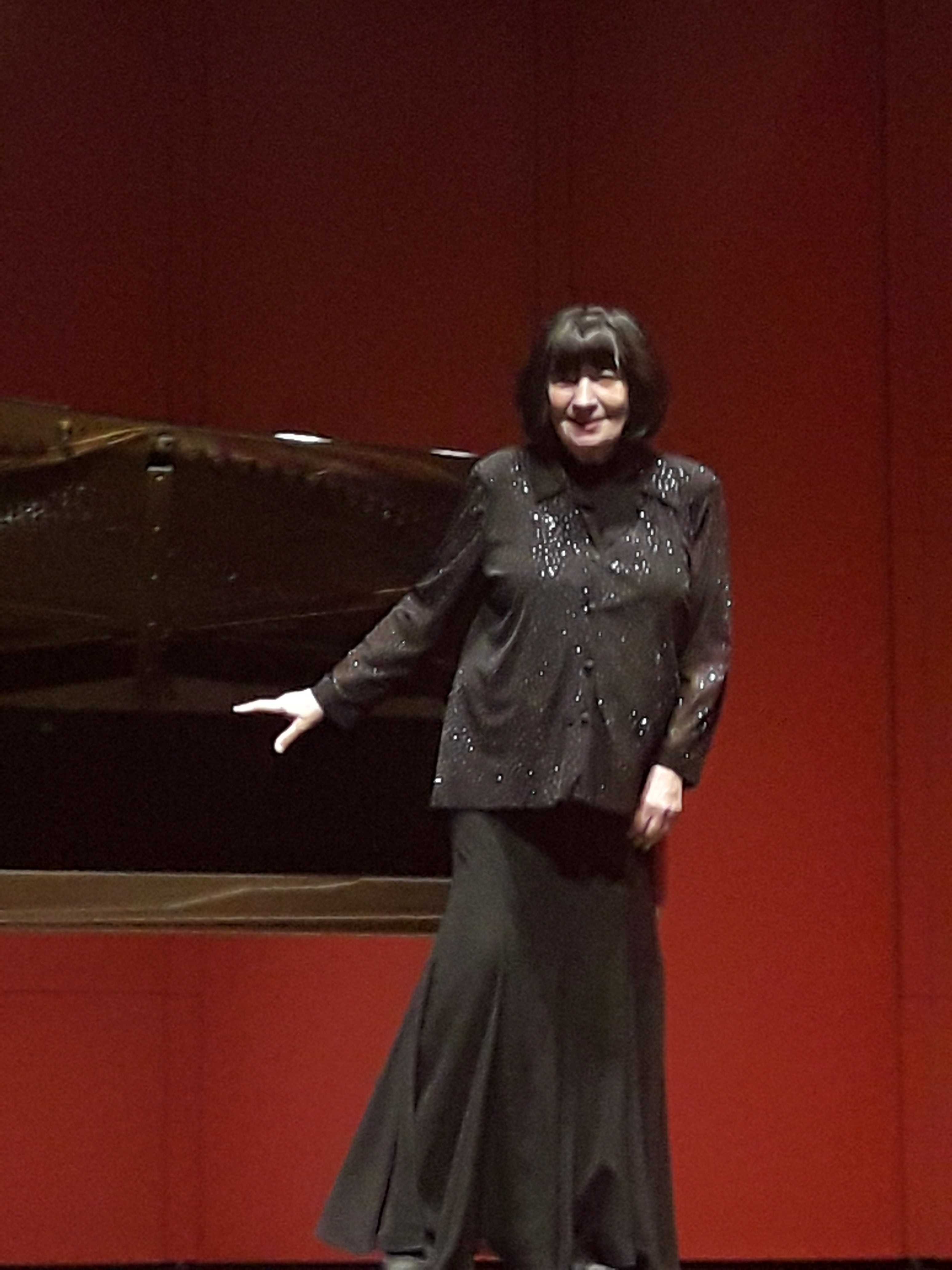

엘리소 비르살라제(ელისო ვირსალაძე, 1942년 9월 14일 ~ )은 소련과 조지아의 피아니스트이다.
트빌리시에서 태어났다. 그녀의 아버지 콘스탄틴 비르살라제는 저명한 의사였으며 그녀의 할아버지 스피리돈 비르살라제도 마찬가지였다. 그녀는 8세에 조지아 SSR의 저명한 음악 교사이자 피아니스트인 할머니로부터 첫 피아노 레슨을 받았다. 그녀는 트빌리시 국립 음악원을 졸업하고 모스크바 음악원에서 대학원생으로 교육을 계속했다. 그녀는 야코프 자크 및 겐리흐 네이가우스와 함께 공부했다. 1962년 모스크바에서 열린 권위 있는 차이코프스키 국제 콩쿠르에서 3위를, 1966년 츠비카우에서 열린 로베르트 슈만 국제 콩쿠르에서 1위를 차지했다.
비르살라제는 1967년부터 모스크바 음악원에서 강의를 하고 있다.